# Xã New Berlin, Quận Sangamon, Illinois
Xã New Berlin (tiếng Anh: New Berlin Township) là một xã thuộc quận Sangamon, tiểu bang Illinois, Hoa Kỳ. Năm 2010, dân số của xã này là 1.524 người.